# Harzheim
Harzheim ist ein Stadtteil von Mechernich, Kreis Euskirchen, Nordrhein-Westfalen.

## Geographie
Das Dorf liegt südlich von Mechernich und westlich von Bad Münstereifel.
Früher wurde in Harzheim Eisenbergbau betrieben. Im Ort gibt es einen eingruppigen Kindergarten der Arbeiterwohlfahrt. Die örtliche Kläranlage wurde 2003 stillgelegt. Das Abwasser wird jetzt zur Kläranlage Mechernich gepumpt.

## Geschichte

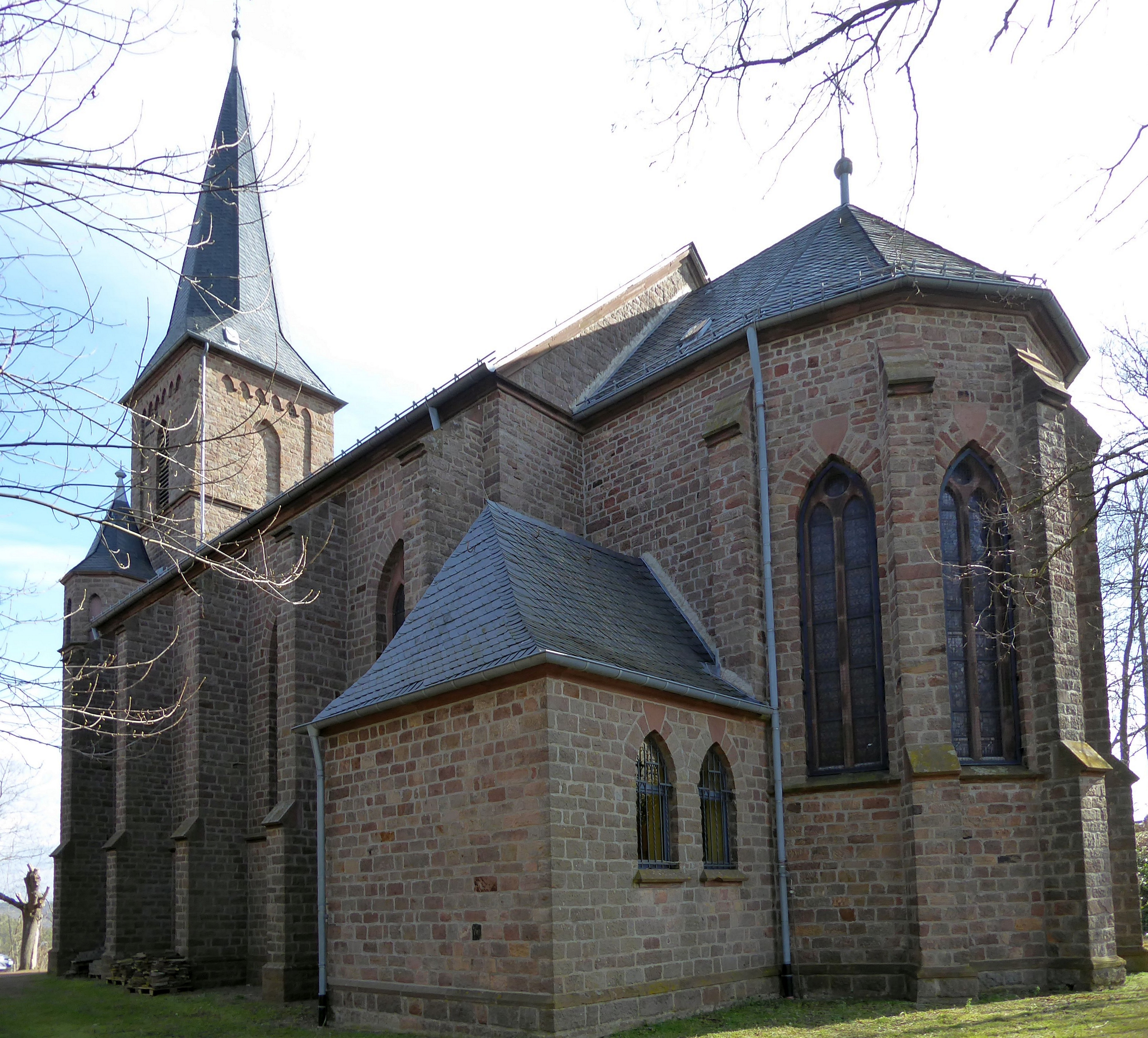
Pfarrkirche St. Goar

Für Siedlungen, die in ihren Namen die „heim“-Endung haben, wird angenommen, dass sie von den Franken gegründet wurden, als sie im fünften nachchristlichen Jahrhundert die Römer endgültig aus dem Land verdrängten und hier sesshaft wurden.
Wahrscheinlich wurde Harzheim erstmals 867 als Arolfesheim in einer Urkunde König Lothars II. erwähnt.
Eine weitere Nennung von Harzheim als Harlesheym findet sich im Prümer Urbar aus dem Jahre 893.
Die Pfarrkirche St. Goar wurde in den Jahren 1897 und 1898 nach den Plänen von Theodor Kremer aus Köln neu errichtet. Die Sakristei der Vorgängerkirche, die 1898 abgerissen wurde und sich in der Nähe der heutigen Kirche befand, dient heute als Friedhofskapelle.
Am 1. Juli 1969 wurde Harzheim nach Mechernich eingemeindet.

## Verkehr
Von Pesch kommend verläuft die Kreisstraße 34 durch den Ort und führt weiter nach Holzheim. Westlich von Harzheim verläuft die Bundesautobahn 1. Die Kreisstraße 58 führt von Harzheim nach Eiserfey.
Die VRS-Buslinie 887 der RVK, die als TaxiBusPlus nach Bedarf verkehrt, stellt den Personennahverkehr mit den angrenzenden Orten und der Stadt Mechernich sowie mit Bad Münstereifel sicher. Zusätzlich verkehren einzelne Fahrten der auf die Schülerbeförderung ausgerichteten Linie 867.
| Linie | Betreiber | Verlauf |
| ----- | --------- | --- |
| 867   | Schäfer   | Satzvey – Antweiler – Wachendorf – Lessenich – Rißdorf – Weiler am Berge – Holzheim – Harzheim – (Eiserfey – Vussem – Breitenbenden –) Mechernich Stiftsweg – Mechernich Bf |
| 887   | RVK       | MiKE: Bad Münstereifel Bf – Bad Münstereifel Gewerbegeb./Ärtzeh. – Iversheim Bf – Eschweiler – Weiler am Berge – Harzheim – Holzheim – Mechernich Stiftsweg – Mechernich Bf |